# Detlef Cauer
Eduard Ludwig Detlef Cauer (* 14. Juli 1889 in Kiel; † 26. April 1918 in Kemmel) war ein deutscher Mathematiker.
Detlef Cauer, der Sohn des Altphilologen Paul Cauer, wurde in Kiel geboren. Seine Familie zog 1896 nach Flensburg, 1898 nach Düsseldorf und 1905 nach Münster, wo sein Vater als Provinzialschulrat und Honorarprofessor an der Westfälischen Wilhelms-Universität wirkte.
Detlef Cauer besuchte das Königliche Gymnasium in Flensburg, das Städtische Gymnasium und Realgymnasium Düsseldorf und das Königliche Schiller-Gymnasium in Münster, wo er Ostern 1908 das Abitur ablegte. Anschließend studierte er Mathematik an den Universitäten zu Kiel, Berlin, Münster und Göttingen (ab 1910). Hier arbeitete er bei Edmund Landau und wurde 1912 sein Privatassistent.
1914 wurde Cauer mit einer Dissertation über die Pfeiffersche Methode im Gebiet der analytischen Zahlentheorie promoviert ( Neue Anwendungen der Pfeifferschen Methode zur Abschätzung zahlentheoretischer Funktionen), die von Landau und Hermann Amandus Schwarz betreut wurde. Die Dissertation wurde mit dem Prädikat sehr gut ausgezeichnet. Gleichzeitig erstellte Cauer einen Artikel für die Neubearbeitung der Realencyclopädie der classischen Altertumswissenschaft.
Nach der Promotion wurde Cauer zum Ersten Weltkrieg eingezogen. Er diente an der Westfront und fiel am 26. April 1918 bei der Einnahme des Kemmel-Berges in Belgien. Sein Kommilitone Erich Kamke widmete seine Dissertation Verallgemeinerungen des Waring-Hilbertschen Satzes dem Andenken Cauers.